# Fungus Rock

Fungus Rock (Rocher des Champignons ou Ġebla tal-Ġeneral - rocher du Général - en maltais) est un îlot se trouvant à l'entrée de Baie de Dwejra à l'ouest de Gozo dans l'archipel maltais.

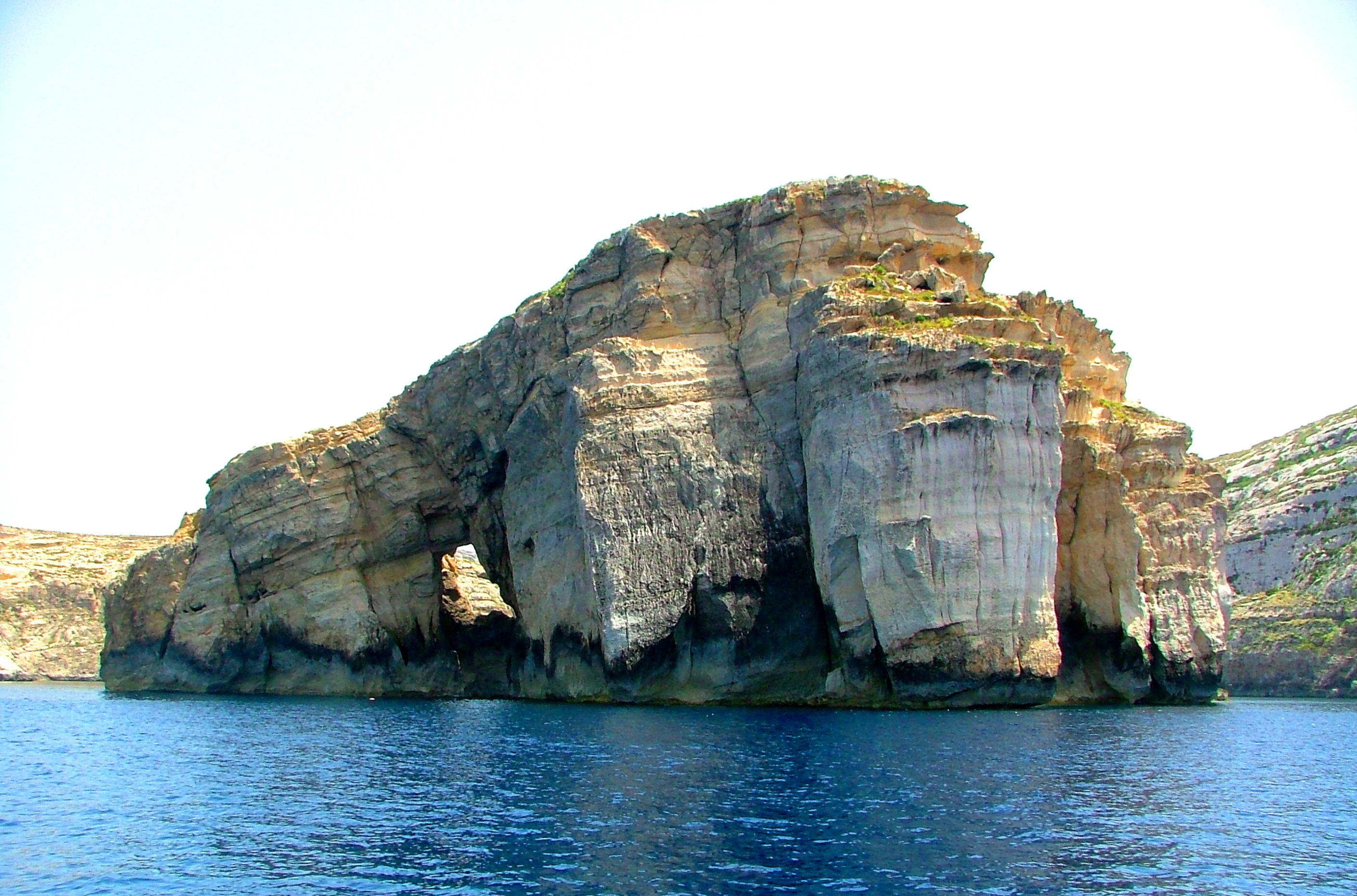
Vue du Ġebla tal-Ġeneral

C'est sur ce rocher que l'on trouve le cynomorium écarlate ou Racine du général (Cynomorium coccineum , en maltais Għerq tal-Ġeneral), une plante vivace parasite appartenant à la famille des Cynomoriaceae. Le nom de rocher des champignons provient du fait que l'on croyait encore à l'époque britannique qu'il s'agissait d'un champignon. Le nom de Racine du général provient, quant à lui, des chevaliers de Malte. Le cynamorium rentrait dans la pharmacopée de la Sacra Infermeria, une fois disséqué et réduit en poudre, pour les traitements de la dysenterie, des hémorragies et des dermatoses. Il aurait eu aussi des vertus aphrodisiaques. Très recherché, au XVIIIe siècle, sa rareté fait qu'il devint très cher. Les chevaliers de l'ordre de Saint-Jean de Jérusalem avait le monopole de sa récolte et de son commerce. Le grand maître de l'ordre de Saint-Jean de Jérusalem Manoel Pinto da Fonseca mis le rocher, en 1744, sous contrôle militaire interdisant à quiconque de s'approcher du celui-ci. Le seul responsable de la récolte, accédait au rocher, par un système de va-et-vient, grâce à une nacelle d'osier.